# Seznam představitelů městské části Brno-Jundrov
Seznam představitelů městské části Brno-Jundrov.

## Předsedové MNV
- červen 1945, Ladislav Vlčan[1]

## Starostové po roce 1989
| Ve funkci                    | Jméno                                                                                | Strana                                      |
| 1990 – 1991                  | Ervín Hanák (historicky první jundrovský starosta, ve funkci byl jen několik měsíců) |                                             |
| 1991 – 16. 11. 1992          | Jan Filipenský                                                                       | ODS                                         |
| 1992 – 5. 12. 1994           | ing. Jitka Tvarůžková, CSc.                                                          | OF                                          |
| 5. 12. 1994 – 25. 11. 1998   | ing Jiří Komůrka                                                                     | ODS                                         |
| 25. 11. 1998 – 19. 11. 2002  | ing Jiří Komůrka                                                                     | ODS                                         |
| 19. 11. 2002 – 15. 12. 2004  | ing. Jitka Tvarůžková, CSc.                                                          | SNK - BEZPP                                 |
| 15. 12. 2004 – listopad 2006 | ing. Miroslav Kolář                                                                  | Nestraníci pro Moravu (Sdružení pro Moravu) |
| listopad 2006 – 15. 11 2010  | ing. Miroslav Kolář                                                                  | Nestraníci pro Moravu (Sdružení pro Moravu) |
| 15. 11 2010 – 10. 11. 2014   | Ivana Fajnorová                                                                      | SZ – Zelená pro Náš Jundrov                 |
| 10.11. 2014 – 19. 11. 2018   | Ivana Fajnorová                                                                      | SZ – Zelená pro Náš Jundrov                 |
| 19. 11. 2018 – úřadující     | Ivana Fajnorová                                                                      | SZ – Zelená pro Náš Jundrov                 |